# 吉永光里
吉永 光里（よしなが ひかり、本名：鈴木 田鶴子〈すずき たづこ〉、6月24日 - 2005年1月21日）は、日本のタレント、シンガーソングライター。北海道佐呂間町出身。ブルーインパルスを始めとする、自衛隊イメージソング作曲・広報活動で活躍。また、各種企業のCMソング等や稲川淳二の怪談ビデオBGMも手がけた。

## 略歴
北海道佐呂間町出身。かに座。
3歳からピアノを習う。
中学三年生の時、東京音大を目指し一人、札幌へ出る。北海道唯一の音楽高校のピアノ科合格。その後、東京音楽大学声楽科に合格。
中学・高校音楽の教員免許、”2才児からの絵と音楽による才能開発造形” リトミック講師資格取得。東京音大を卒業後、日本オペラ振興会オペラ歌手育成部に合格。
ピアノ弾き語りの傍ら、有名ホテル等の専属となり全国で活躍。ここでドラマやCMの制作会社や、テレビ局のプロデューサー等と出会い、CMソングやドラマの劇中音楽、エンディングテーマの作曲などを手がけた。

### 自衛隊とのなれそめ
自ら作詞した「地球はみんなの大きな船さ」は「大阪花と緑の博覧会 世界子供音楽祭」の日本代表曲に選ばれ、特別審査員賞を受賞（作曲は野村義夫 歌ったのは安達祐実）。
平成3年（1991年）「'91 第1回NHK歌謡新人コンテスト」本選ノミネート及び入賞、NHKホールで歌う。
「札幌時計台の歌」作曲部門入賞など、オリジナル曲が軒並みコンテストで入賞し、北海道新聞に何度も大きく取り上げられた。この一連の記事を書いた記者が防衛庁の記者クラブに所属することになり、航空幕僚監部空幕広報室の自衛官を紹介される。

### 主な活動
「朝雲」紙上で、「吉永光里の自衛隊訪問記」の連載を開始。平成16年（2004年）12月、体調を崩して休載するまで11年余にわたって、部隊や隊員の日常をやわらかいタッチで伝え続けた。この間、全国180カ所に及ぶ自衛隊駐屯地・基地を取材や音楽隊との共演のため訪れ（日本にある駐屯地や基地の約半分を訪ねたことになる）、職種・階級を問わず隊員と交流。空幕が発行している小冊子等への執筆、朝雲新聞への連載、飛行開発実験団歌の作詞・作曲、ブルーインパルスのイメージソングの作詞・作曲などを通して空自隊員と仲良くなり、全国の航空祭ではブルーインパルスと行動を共にし、音楽隊とコンサートを行った。最初は航空自衛隊との関係が濃かったが、その後、活動範囲は陸上自衛隊・海上自衛隊へも広がった。「自衛隊に最も詳しく、最も親しまれ、最も自衛官の友人が多い女性」「25万人自衛隊のマドンナ」として知られた。一般メディアにもしばしば執筆、晩年はCSテレビ「日本文化チャンネル桜」でもキャスターを務め、自衛隊の広報に尽力した。レンジャー訓練に同行し、ヘビを皮剥ぎから最後まで調理し、一緒に食べるという経験等もしている。

### 発病とその後
平成11年（1999年）に乳がんを手術、その後平成16年（2004年）秋に肝臓への転移が判明したが、平成16年（2004年）11月26日には吉永光里への感謝の意味を込めて、自衛隊OBらが企画した「吉永光里〜感謝と激励のチャリティーディナーショー」（東京・キャピトル東急ホテル）に、医師の制止を振り切って出演、これが最後のステージとなった。
平成17年（2005年）1月14日に入院したが、すでに手遅れの状態であった。急を聞いた母・富子さんが北海道・佐呂間から急ぎ上京、必死で看病に当たったが、同月20日に容態が急変。「お父さんは？お父さんと食事がしたい」という言葉を最後に昏睡状態に陥った。その父・重一は吹雪で飛行機が遅れ、愛娘の臨終に一歩、間に合わなかった。
平成17年（2005年）1月21日10時20分頃、乳癌から来る肝不全により没。
平成17年（2005年）1月15日、吉永さんを病室に見舞った、元陸幕広報室長の宗像久男陸幕防衛部長は「その時は、『元気になってまた自衛隊の皆さんと会うのが楽しみ』と話していた。とても残念に思う。われわれの組織を体を張って応援してくれた彼女に、心から感謝している。こういう方は過去にもいなかったし、今後も現れないだろう」と語っている。

### 自衛隊で初めての記録ホルダー
- 民間人で初めて、T-2ブルーインパルスに搭乗。50分にわたるアクロバット飛行を体験。”空は青かった”（フジテレビ ニュースJAPANにて特集）
- 民間人女性で初めて、戦闘ヘリ コブラに搭乗。その他、陸自ヘリは全機種搭乗。
- 他にも戦車・護衛艦・潜水艦・輸送機などあらゆるものに搭乗経験をもつ。
- 「日本一自衛官の皆さんと飲んだりカラオケへ行った回数が多い民間人」

## 作品

### 作詞・作曲・歌
- 航空自衛隊 飛行開発実験団 団歌「Passion Wind 〜熱い風にのせて〜」
- T-2ブルーインパルスイメージソング 「BLUE」「STAY」
- T-4ブルーインパルスイメージソング 「PARADISE」「白い MY LOVE」
- 陸上自衛隊イメージソング 「Catch Your Dream 〜夢をあきらめない〜」
- 防衛大学50周年記念行進曲 「み・ら・い・へ」

### シングル
- 1994/06/22発売「BLUE」 T－2ブルーインパルスイメージソング  (東芝EMI TODT-3261)
- 1995/11/21発売「PARADISE」 T－4ブルーインパルスイメージソング   (日本コロムビア CODA-766 )
- 「Catch Your Dream 〜夢をあきらめない〜」陸上自衛隊イメージソング

### アルバム
- 1st「Enchanté」

CDキャッチコピー：「バラードに託された10編の愛の物語 （バンダイミュージック）」
1. LOVE is CLOUD
2. 想い出を眠らせて
3. さよならの窓べ
4. COCOROを追いかけて
5. 二作目の小説
6. Disney Girsl
7. Melodié de Faure
8. My Little Town
9. スノーダイアモンド
10. 眠るまでそばにいて…

- 2nd 「Thank's」

CDキャッチコピー：「今まで作り続けてきた、数々の自衛隊のイメージソングと、せつないバラードを、さらにバージョンアップして収録。ここでしか出会えない楽曲たちを、あなたのもとへお届けします。」
1. み・ら・い・へ（防衛大学創立50周年記念行進曲原曲）
2. スノーダイアモンド（エランスキープロモーションビデオ・イメージソング）
3. BLUE（航空自衛隊T-2ブルーインパルス・イメージソング）
4. LOVE is CLOUD（第1回NHK歌謡新人コンテスト入賞曲）
5. 白いMY LOVE（航空自衛隊T-4ブルーインパルス・イメージソング）
6. JUST YOU（高陽社 ハッピーラック・イメージソング）
7. 眠るまでそばにいて
8. Catch Your Dream 〜夢をあきらめない〜 （陸上自衛隊・イメージソング）

※「BLUE」「白いMY LOVE」「Catch Your Dream 〜夢をあきらめない〜」 は、シングルCDのアレンジバージョン

### 映画
- 稲川淳二・怪奇心霊実話 凍りつく病棟大陸書房 1992.07.21 60分 カラー 音楽:吉永光里出演:下坂泰雄 中村恵美 高尾柚美

### ドラマの音楽
- TBS ドラマチック22「秋に嫁ぐ日」
- 日本テレビ 木曜ゴールデンドラマ「涙の銀婚式」「スクープの女」
- 稲川淳二監督 怪奇心霊実話「凍りつく病棟」

### CM・イメージソング
- 銀座松坂屋 CMソング・開店ミュージック
- エランスキー 板新型モデル
- アイスター化粧品
- 紀文食品 イメージソング
- 健康食品コーヨーラック
- サロマ湖 観光ビデオテーマ曲・挿入歌・楽曲
- 稲川淳二のミステリードライブマップ 「関東心霊スポット」の楽曲
- 文化放送のラジオ番組 ジングル・オープニング曲・エンディング曲・楽曲

## ライブ・コンサート
- ポロ・ラルフローレン ファッションショーにて音楽監督・ピアノ演奏担当
- 都内外プリンスホテル・葉山音羽の森 にてレギュラー弾き語り
- 豪華客船 ふじ丸・にっぽん丸・飛鳥 にてレギュラー弾き語り
- 国内・海外・世界一周クルーズなど数多くのクルーズに参加
- 航空祭・開庁記念・ 年忘れ大会など陸・海・空自衛隊、地方連絡部、防衛大学での各種イベント(年間20本以上)
- 時々講演も行った。

## 出演

### テレビ番組
- 日本文化チャンネル桜 木曜日 自衛隊コーナー担当キャスター

#### 司会
- テレビ埼玉
- 文化放送
- ABAB FMステーション
- 他TV・ラジオ・イベント等

## 書籍

### 著書
- 「汗と泥にかがやいて = 自衛隊へのLOVE CALL =」 廣斉堂出版

### 連載
- 平成5年（1993年）2月 - 平成16年（2004年）12月 朝雲新聞 「光里の自衛隊訪問記」連載
- 隊友会”ディフェンス” 「光里の自衛隊見てある記」連載
- 海自”やまゆり”「光里の自衛隊ルポ」連載
- その他、セキュリタリアン、SOYOU、艦船と安全、コンバットマガジン等に執筆。

### 一般誌連載
- 丸エキストラ 戦史と旅 「イギリス軍隊地図」

### その他
- フランス料理「銀座モンセニュール」空間プロデュース
- 新人歌手・劇団受験生に発声・歌唱指導
- 企業研修・青年会議所等での講演